# Bir Aiade
Bir Aiade (em árabe: بئر عياد; romaniz.: Bir Aiad) é uma localidade do distrito de Jabal Algarbi, na Líbia.

## Florestação
Desde a década de 1960, foram introduzidas três espécies de acácia (salicina, ligulata e cyanophylla), as duas primeiras bem-sucedidas e a terceira nem tanto devido às baixas chuvas. Também se tem notícia da introdução da espécie victoriae, que embora bem adaptada, demonstrou pouco crescimento na análise de 1977 em decorrência das condições severas do clima, e em 1974, como parte de um programa para controlar a desertificação, plantaram-se eucaliptos sob coordenação da Companhia Projeto-Hídrico Iugoslavo.

## História
Durante a Guerra Civil Líbia de 2011, apesar de não haver registro de confrontos no sítio, mediante relatos e fotos nota-se a presença de tropas rebeldes em seu trânsito aos grandes centros da região que à época estava sob controle das tropas lealistas, como Bani Ualide. Do mesmo modo, em 27 de junho, registrou-se confronto entre insurgentes e lealistas numa planície rochosa e arenosa entre Bir Aiade e Bir Ganão.